# Столетняя выставка в Буэнос-Айресе
Столетняя выставка в Буэнос-Айресе (исп. Exposición Internacional del Centenario) — международная выставка, проходившая с мая по ноябрь 1910 года в Буэнос-Айресе, Аргентина. Выставка была приурочена к столетию Майской революции 1810 года.
Буэнос-Айрес с населением 1,2 млн человек в то время был крупнейшим городом Южной Америки, восьмым по величине городом и одним из самых богатых в мире. Будучи столицей и главным портом молодой Аргентинской Республики, город находился на пике своего экономического развития и быстро рос за счёт иммиграции из Европы и других частей света.
Выставка была посвящена следующим темам:
- Промышленность, проводилась на месте будущей Авениды дель Либертадор, где демонтрировалось промышленное оборудование, бо́льшая часть которого никогда раньше не встречалась в Аргентине. Единственный крупный павильон, который всё ещё стоит это Павильон Почты Промышленной выставки.
- сельское хозяйство и животноводство (Организована Сельскохозяйственным обществом Аргентины и располагалось в павильоне организации в Палермо, экспонировала выставку сельскохозяйственной деятельности и продукции из разных уголков страны.
- железнодорожный и наземный транспорт. Выставка новейших автомобилей из Европы, яхт, самолётов, железнодорожных локомотивов, вагонов и прочего. Павильон располагался недалеко от Иподрома Палермо. Это была самая посещаемая выставка.
- искусство. Была расположена в «Аргентинском павильоне», стальной конструкции, покрытой керамикой и разноцветным стеклом, спроектированной для Всемирной выставки 1889 года в Париже. К 1910 году павильон был перенесен на площадь Сан-Мартина, напротив отеля «Плаза». Павильон искусств был демонтирован в 1933 году.
- гигиена. Павильон был расположен в садах, где сейчас находится Национальная библиотека Аргентины.

## Галерея

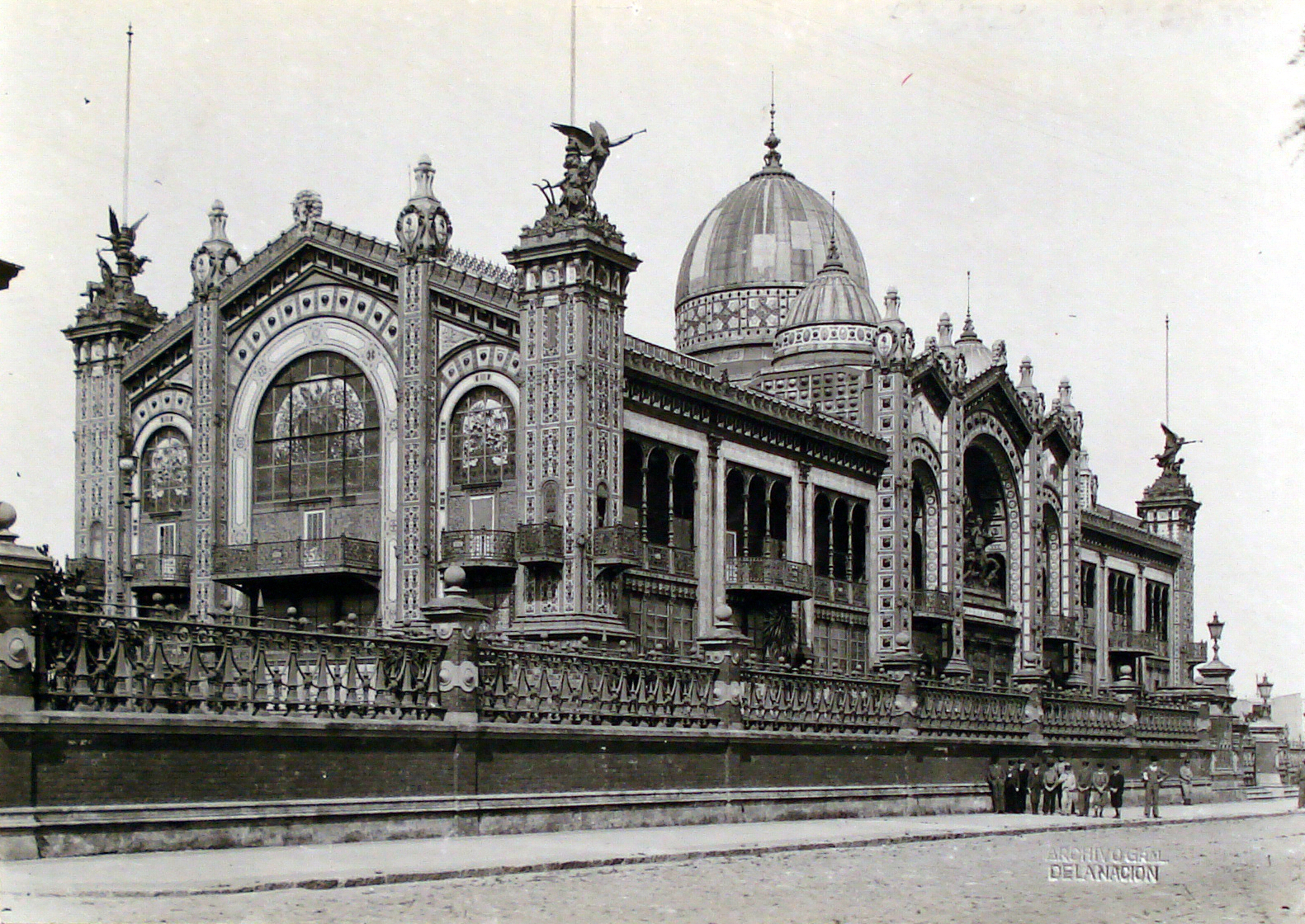
Аргентинский павильон на выставке изящных искусств
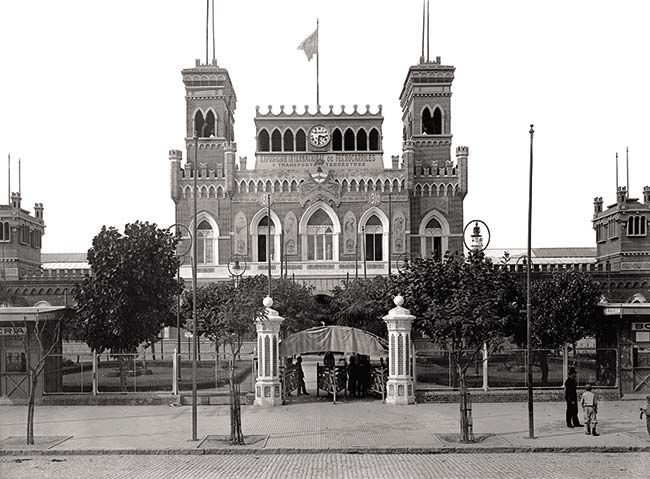
Железнодорожный выставочный павильон
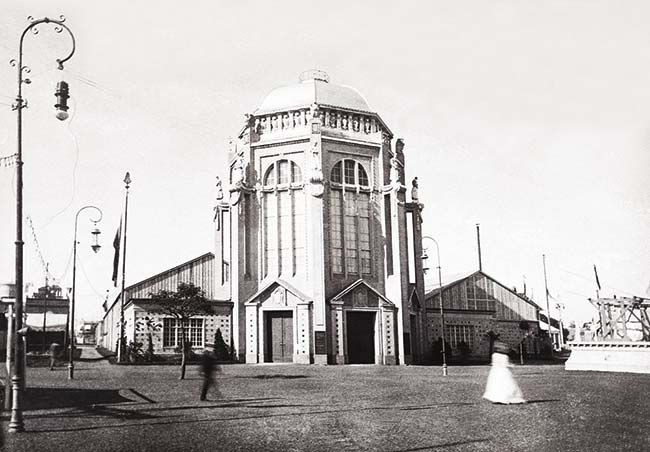
Павильон Германии
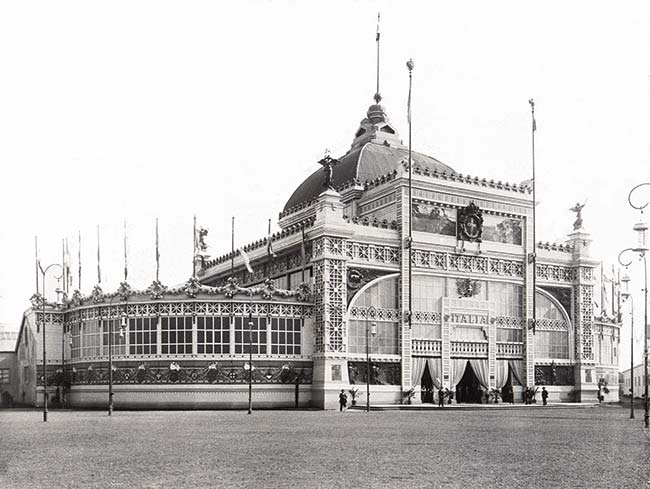
Павильон Италии
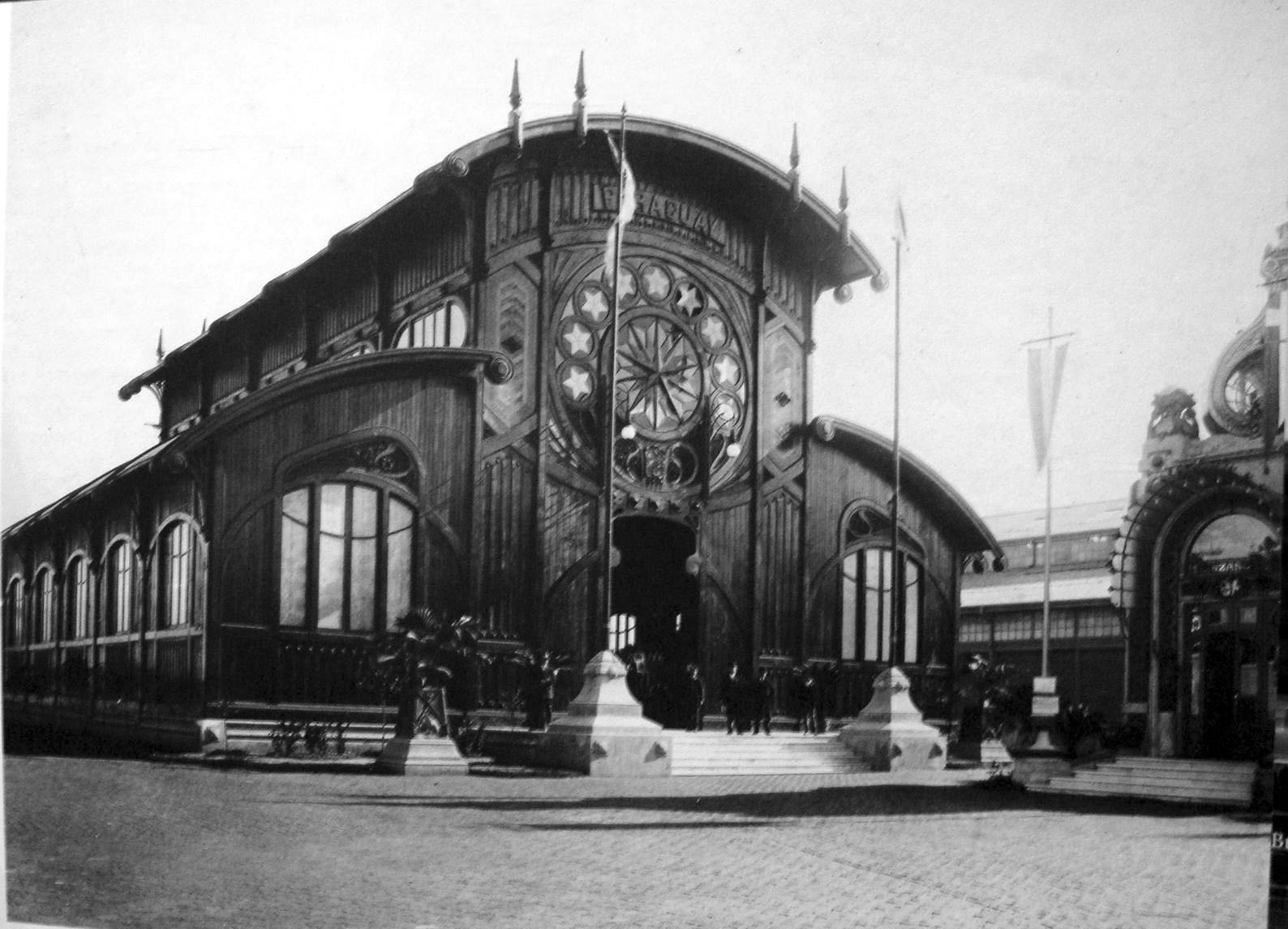
Павильон Парагвая
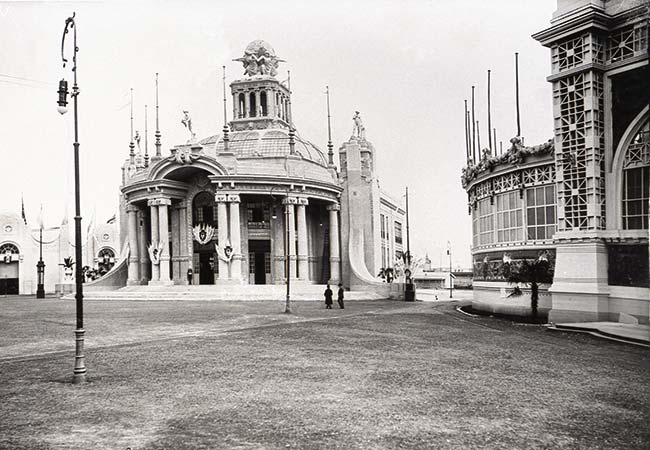
Павильон почтового отделения Аргентины
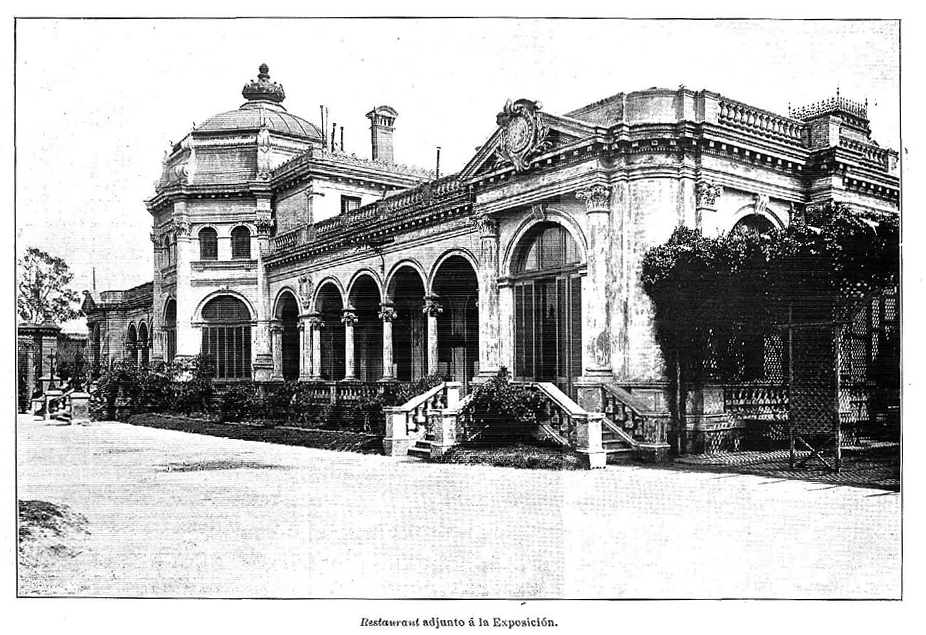
Испанский ресторан
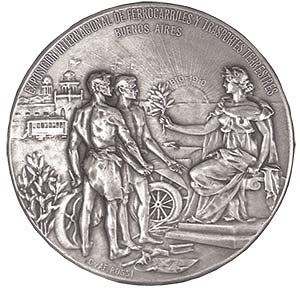
Памятная медаль выставки «Железнодорожный и наземный транспорт»
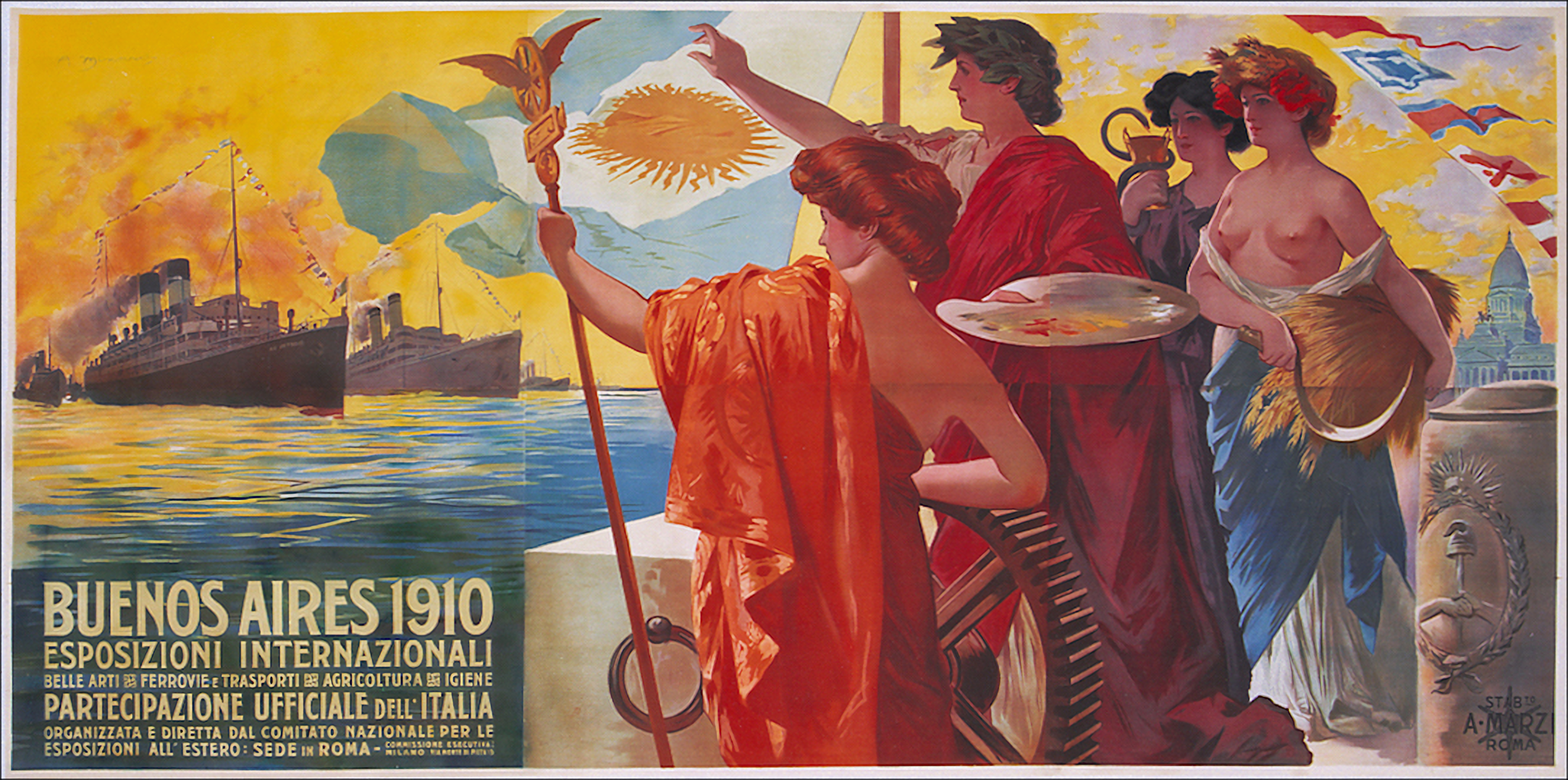
Иллюстрация художника Адриано Минарди для рекламы выставки.